# Longiano
Longiano (romanyol nyelven Lunzèn) település Olaszországban, Emilia-Romagna régióban, Forlì-Cesena megyében. Lakosainak száma 7215 fő (2023. január 1.). Longiano Borghi, Gambettola, Montiano, Roncofreddo, Savignano sul Rubicone, Cesena, Santarcangelo di Romagna és Gatteo községekkel határos.

## Népesség
A település lakossága az elmúlt években az alábbi módon változott:
| Lakosok száma | 7148 | 7190 | 7215 |
|               | 2017 | 2018 | 2023 |